# Oluoma Nnamaka
Oluoma Onyeabor Somawina Nnamaka, född den 14 september 1978 i Uppsala, är en svensk före detta basketspelare. 

## Biografi
Nnamaka spelade under sin professionella karriär i 115 landskamper för svenska basketlandslaget.  Utöver landslagskarriären spelade Nnamaka även på professionell nivå för Uppsala Basket och klubbar i Italien, Tyskland och USA.
Nnamakas professionella karriär avslutades efter 17 år under 2015. Nnamaka gjorde dock en comeback säsongen 2017 när Uppsala Basket mötte Umeå BBK.